# گرنت گاستین
توماس گرانت گاستین (به انگلیسی: Thomas Grant Gustin) بازیگر آمریکایی اهل نورفوک، ویرجینیا است که بیشتر برای ایفای نقش بری آلن/فلش در سریال فلش شناخته شده‌است.

## ابتدای زندگی
پدر او وکیل، و مادرش نیز استاد دانشگاه است. او یک برادر بزرگتر و یک خواهر کوچکتر دارد. گاستین، در سال ۲۰۱۰ از دانشگاه الون با بالاترین نمره فارغ‌التحصیل شد. کریس وود (بازیگر سریال خاطرات خون‌آشام) دوست و هم دانشگاهی او بود.

## زندگی شخصی

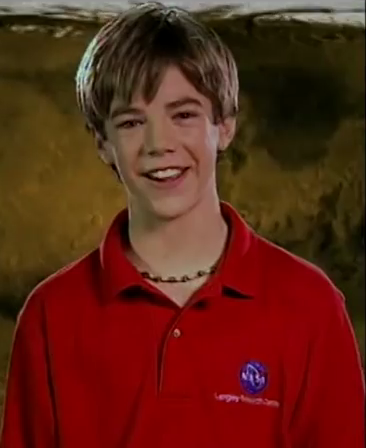
گرنت گاستین در نوجوانی

گاستین از دوران کودکی بسیار قدبلند بود، به همین خاطر معمولاً همکلاسی‌هایش از او می خواستند تا عضو تیم بسکتبال مدرسه‌ شود. «گرانت» نیز به معنای «بسیار قدبلند» است.
وی همچنین از خوش چهره ترین‌های هالیوود است و در سال ۲۰۱۸ در بخش جذاب‌ترین مرد در مراسم تین چویس نامزد شد.
گاستین عاشق رقصیدن است و این کار را از چهار سالگی آغاز کرد.او به علت داشتن زمینه رقص و آواز، در سریال فلش آهنگ‌هایی را اجرا نمود که صدای خوبش مورد تحسین قرار گرفت.
به گفتهٔ خودش زمانی که دبیرستانی بود، بخاطر اینکه با دخترها قرار نمی‌گذاشت او را همجنسگرا می‌دانستند، در حالیکه این‌طور نبود. گرانت همیشه به خاطر وزن کم و شایعه‌ی همجنسگرا بودنش مورد تحقیر و تمسخر قرار می‌گرفت.
او از چهار سالگی، از افسردگی و اختلال اضطراب رنج می‌برد، تا حدی که نمی‌خواست در سریال فلش باشد.
گاستین از سندروم ایمپاستر رنج می‌برد. سندروم ایمپاستر، یک پدیده روانی است که در آن افراد نمی‌توانند موفقیت‌هایشان را بپذیرند. فرد مبتلا به این سندروم، موفقیت‌هایش را تنها در نتیجه‌ی خوش‌شانسی یا فریب دادن دیگران می‌داند، و نه تلاش و استعداد خودش. وی در این مورد بیان کرده‌است که همیشه احساس می‌کند لیاقت چیزی را ندارد و افراد دیگر از او با استعداد تر هستند.
گاستین آمریکا را دوست ندارد و از بزرگترین منتقدان ترامپ است.وی در ۱۶ دسامبر ۲۰۱۸ با آندره آ توما (فیزیوتراپیست) ازدواج کرد. او دو بار مراسم ازدواجش را برگزار کرد، یک بار در آمریکا و یک بار در مالزی زیرا همسر او اصالتاً مالزیایی است.
بسیاری از مردم گمان می‌کردند که گاستین سیگار نمی‌کشد، اما در سال ۲۰۱۹ در یکی از پروازهایی که همراه با تیم فیلم فلش داشت، درحال کشیدن سیگار الکترونیک دیده شد که باعث شد تا زنگ اخطار هواپیما به صدا درآید.

## فیلم‌شناسی
| سال        | فیلم                       | نقش                     | یادداشت                                                         |
| ---------- | -------------------------- | ----------------------- | --------------------------------------------------------------- |
| ۲۰۰۶       | یک شکار                    | دوست‌پسر استیسی          | قسمت: روح‌های گشنه                                               |
| ۲۰۱۱–اکنون | گلی                        | سباستین اسمایت          | در قسمت‌های: "اولین بار"، "تا شانزده نگه‌دار"، "مایکل"، "در راهم" |
| ۲۰۱۲       | سی‌اس‌آی: میامی              | اسکات فریس / ترنت برتون | قسمت: "سرعت ترمینال"                                            |
| ۲۰۱۲       | پروژه گلی                  | خودش                    | مربی مهمان (قسمت ۷، فصل ۲)                                      |
| ۲۰۱۳       | یک کابوس مادر              | کریس استوارت            | کاراکتر اصلی، تله‌فیلم                                           |
| ۲۰۱۳       | کماندار (مجموعه تلویزیونی) | بری الن/ فلش            | سریال                                                           |
| ۲۰۱۴       | فلش                        | بری الن/ فلش            | نقش اصلی، سریال                                                 |
| ۲۰۱۶       | سوپرگرل                    | بری الن/ فلش            | سریال                                                           |
| ۲۰۱۶       | افسانه‌های فردا             | بری الن/ فلش            | سریال                                                           |
| ۲۰۲۳       | عشق توله سگی               | مکس استیونسون           | فیلم                                                            |

## تئاتر
| سال       | عنوان             | نقش      | توضیحات             |
| --------- | ----------------- | -------- | ------------------- |
| ۲۰۱۰–۲۰۱۱ | داستان کناره غربی | بیبی جان | تور بازاجرای برادوی |